# المسجد الأكبر
المسجد الأكبر (بالاندونيسية: Masjid Nasional Al Akbar) هو ثاني أكبر مسجد في إندونيسيا بعد مسجد الاستقلال في جاكرتا، يقع المسجد في مدينة المسجد الأكبر الواقعة في جاوة الشرقية، يمتلك المسجد سمة واضحة مميزة هي قبته الكبيرة والتي يرافقها أربع قباب صغيرة زرقاء، فضلاً عن وجود مأذنة ارتفاعها 99 متر، بُني المسجد الأكبر في الرابع من شهر أغسطس عام 1995، ونظراً للأزمة المالية العالمية فقد أوقف البناء مؤقتا، وفي عام 1999 أعيد بناء المسجد واكتمل في عام 2001، وفي يوم العاشر من شهر نوفمبر عام 2000 تم افتتاح المسجد من قبل الرئيس الاندونيسي عبد الرحمن وحيد، بني المسجد على مساحة 22,300 متر مربع، وفي تفاصيله: يبلغ طول المسجد 147 متر وعرضه 128 متر، شكل السقف يتكون من قبة كبيرة واحدة مدعومة بأربعة قبب صغيرة على شكل هرم صغير بالإضافة لوجود مأذنة واحدة، تفرد الفبة الكبيرة بشكل مشابه لنصف بيضة، وما يميّز المسجد أيضا هو المدخل الكبير وارتفاع قاعة الصلاة وكبر المسجد والمحراب الذي يعد أكبر محراب في إندونيسيا .

## العمارة

### الانشاءات
تم تصميم هيكل المسجد من قبل فريق من معهد التكنولوجيا في سورابايا مع خبراء الاستشاريين لديهم خبرة كبيرة في بناء المساجد في إندونيسيا، تم تصميم الطابق الذي يبلغ ارتفاعه 3 أمتار من سطح الأرض حول الموقع، ومع ذلك في فترة التنفيذ طرٱت بعض التغييرات جعلت الطابق السفلي والطابق الأول معتمدا على أركان أساسات البناء، وبالتالي خلال العمل على الأرض أدّى صب الأساسات بالخرسانة الجاهزة، تتكون الأساسات من لوحة مستطيل الشكل قياسه 3 متر في 3 متر وسمك 15 سم، أعدت لتركيب هيكل السقف كتلة خرسانية والذي يربط أعمدة الهيكل على ارتفاع 20 متر فوق الطابق الأرضي لتمتد 30 متر من العمود، بحيث لا يتم فصل مساحة الحاجز أو الأعمدة، مما يضمن أن الأساسات والأنظمة لا تفصل عن بعضها البعض من خلال الحاجز أو العمود .

### القبة
يتكون الإطار من قبة في إطار الفضاء، وتم بتائها باستخدام مواد الفولاذ مع نظام شريمونا أو هيكل المثلثات المرتبطة، وعلاوة على ذلك فوق شكل القبة هناك سقف رئيسي مع امتداد قياسه 54 متر في 54 متر، وزن القبة ما يقرب من 200 طن، ويدعم تفرد شكل قبة بشكل يشبه نصف بيضة بطبقة يبلغ نصف قطرها 1.5 متر يبلغ ارتفاعه حوالي 27 متر، تقع هذه القبة على سقف هرم مقطوع لطبقتين تصل ارتفاعها إلى حوالي 11 متر .

### أبواب المسجد
المسجد لديه 45 باب، وكل باب لدية فتحتان، والذي يعني أن أبواب المسجد تأخذ 90 باب صغير تشكل 45 باب مزدوج، مع كل باب يبلغ حجمه 6,75 متر مربع بواقع مساحة العرض 1.5 متر والارتفاع 4.5 متر، تم صنع الأبواب من خشب الساج المستورد خصيصا من بيروتاني، وتم نركيبها من قبل حرفيين من سورابايا، يتكون الإطار من الخشب المطلي في إطار حديدي، أما فتحة الباب فهي تتماشى مع هيكل وجمال المسجد، بسبب الأبواب الثقيلة التي تزن أكثر من 250 كجم، فقد تم تصميم مفاصل الباب وتصنيعه خصيصا .
لتلبية راحة المصلين ولجمال المسجد والانسجام الكلي لبناء المسجد، تم دهان المسجد برخام لامبونج الذي تم اختياره لطلاء الجدران وأرضية الغرفة في المسجد، وذلك لتصبح الغرفة باردة، الخط العربي هو عنصر هام في تصميم المسجد الأكبر، لأن فيه لمسة من فن الخط العربي الجميل، الذي يعطي لمسة من الوضوح والانتماء الإسلامي، تتكون المواد المستخدمة للخط من خشب الساج مع أنظمة طلاء التشطيب دوكو، بينما المصممين والمنفذين فهم الخطاطين الخبراء، وعلى رأسهم السيد فايز دير بنغيل .

### المنبر والمأذنة
يتكون المنبر الذي يبلغ ارتفاعه 3 أمتار لدعم خطبة الامام، ومن أجل خلق جو مميز، تم تصميم ماذن المسجد من 6 قطع، ولكن لأسباب واعتبارات ذات طابع تقني وأيضا بسبب التكلفة، تم بناء مأذنة واحدة فقط، يبلغ ارتفاع المأذنة 99 متر، وهي مجهز بشرفة أو مطل على ارتفاع 68 متر، والتي يمكن أن تستوعب حوالي 30 شخصا، ويمكن الوصول اليها عن طريق استخدام المصعد لمشاهدة المعالم السياحية لمدينة سورابايا .

### قاعة المسجد
بنيت القاعة من مفهوم الوحدة بين الجماليات البيئية وظيفة الساحة كمكان للعبادة والصلاة مثل صلاة العيد وصلاة الجمعة وغيرها، تبلغ مساحة قاعة الصلاة حوالي 520 متر مربع، مع رصف الأرضيات بمواد ومنتجات حجرية كثل الحجريات التي صممة خصيصا للمجلس الوطنى والمسجد الأكبر في سورابايا، تم تصميم العناصر المعمارية الأخرى في مثل طريقة تصميم قاعة الصلاة، وذلك لتحقيق الجمال والفخامة والأناقة، ومن بين العناصر الأخرى هناك الزجاج الملون المزخرف .